# فرش نقره‌ای
فرش نقره‌ای (نام علمی: Dymondia) نام یک سرده از تیره کاسنیان است. تنها گونه این سرده نیز فرش نقره‌ای (Dymondia margaretae) نام دارد و بومی استان دماغه در آفریقای جنوبی است.